# Raquel Soeiro de Brito
Maria Raquel Viegas Soeiro de Brito (Assunção, Elvas, 1925) é uma geógrafa portuguesa, condecorada pelo Presidente da República, pelo Ministério da Ciência, Tecnologia e Ensino Superior e pela Marinha Portuguesa.

## Percurso
Nasceu no concelho de Elvas, na freguesia de Assunção, em 1925.
Licenciou-se em geografia em 1948 na Faculdade de Letras da Universidade de Lisboa, onde estudou com Orlando Ribeiro e Mariano Feio, vindo a trabalhar com eles nos anos seguintes. Terminada a licenciatura, conseguiu uma bolsa do Instituto de Alta Cultura e embarcou num cargueiro em direção à ilha açoriana de São Miguel, onde permanece durante 3 meses.
Obteve também uma bolsa de estudos do governo francês, o que lhe permitiu ir estudar em França, na Universidade de Clermont-Ferrand, com geógrafos como Max Derruau e Philippe Arbos, que lhe propôs fazer lá o doutoramento sobre a Ilha de São Miguel. Ela não aceita e em 1955 apresenta na Faculdade de Letras da Universidade de Lisboa a tese A Ilha de São Miguel. Estudo geográfico, tornando-se na primeira mulher a ser doutorada em geografia e a décima primeira mulher a obter um doutoramento em Portugal.
Foi assistente de Orlando Ribeiro e como tal participou, de 1955 a 1973, em várias das missões científicas promovidas pela Junta de Investigações do Ultramar (JIU) aos territórios portugueses ultramarinos, nomeadamente na Missão de Geografia à Índia e na Missão de Geografia Física e Humana do Ultramar.
Em 1977, fez parte do grupo de académicos portugueses que fundou a Faculdade de Ciências Sociais e Humanas da Universidade Nova de Lisboa, entre os quais se encontravam A. H. de Oliveira Marques, José-Augusto França, José Mattoso, Teolinda Gersão, Teresa Rita Lopes e Vitorino Magalhães Godinho. Deve-se a ela a criação dos departamentos de geografia, antropologia e planeamento regional desta faculdade e a introdução de disciplinas de matemática, ciências do mar e informática na licenciatura de geografia.

Paralelamente ao seu trabalho de investigação e de docente, foi também diretora da revista Geographica, da Sociedade de Geografia de Lisboa, secretária no Instituto de Alta Cultura e presidente da classe de artes, letras e ciências da Academia de Marinha de Lisboa.

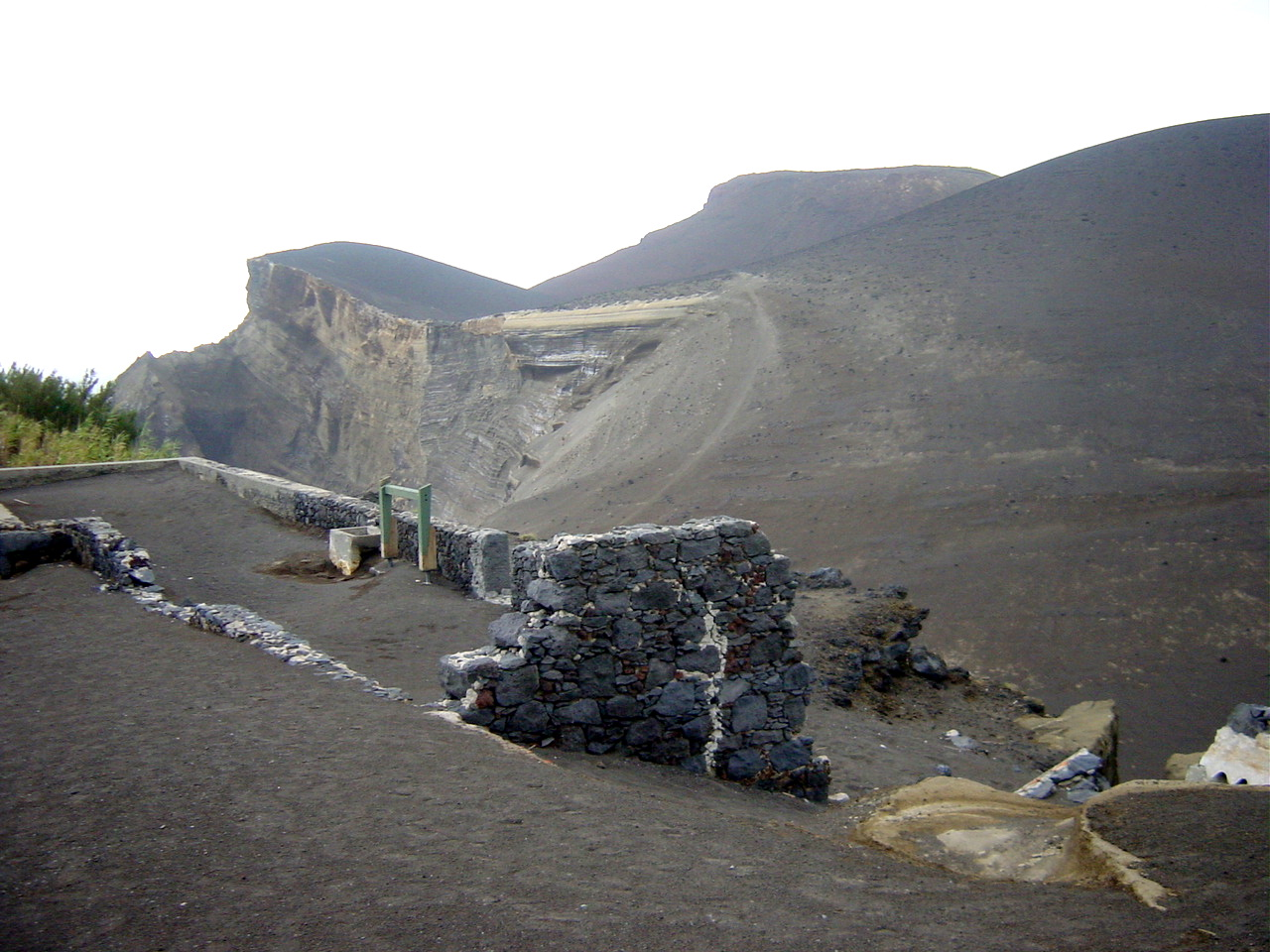
Vulcão dos Capelinhos na ilha do Faial que entrou em erupção em 1957.

## Trabalho de Investigação
Durante os seus trabalhos de investigação no terreno, para além de ter elaborado mapas e gráficos, também fotografou e realizou filmagens que posteriormente utilizou em conferências e na ilustração dos livros e artigos que escreveu.
Entre as campanhas que efetuou em Portugal, destaca-se a que a levou até ao Faial para estudar e filmar a erupção do vulcão dos Capelinhos em 1957. Foi a primeira cientista a chegar e a escalar os Capelinhos.
No estrangeiro destacam-se as quatro que realizou a Timor, onde estudou não só o relevo da ilha, como também fatores humanos como a ocupação dos solos, a dispersão da população, entre outros.

## Reconhecimentos e prémios
Entre as distinções que recebeu destacam-se: 
- 1964 - Comendadora da Ordem do Marechal Pessoa (Brasil)

- 1966 - Prémio Internacional Gago Coutinho da Sociedade de Geografia de Lisboa
- 1974 -  Recebeu a ordem francesa Officer des Palmes Académiques
- 1982 - Tornou-se membro de honra da Sociedade de Geografia de Paris [16]
- 1987 - Tornou-se membro honorário da Academia de Marinha de Lisboa, na qual foi Presidente da Classe de Artes, Letras e Ciências  [9]
- 1998 - Grande-Oficial da Ordem Militar de Sant'Iago da Espada (9 de junho) [17]
- 2006 - Condecorada com a Medalha da Cruz Naval de 1ª classe de Portugal [18]
- 2013 - Eleita sócia honorária do Observatório Vulcanológico e Geotérmico dos Açores (OVGA) [19]
- 2016 - Foi uma das cientistas homenageadas pelo Ciência Viva em 2016 na primeira edição do livro e exposição Mulheres na Ciência. [20]
- 2017 - O Ministério da Ciência, Tecnologia e Ensino Superior condecorou-a com a Medalha de Mérito Cientifico  [21][22]
- 2021 - O realizador Gonçalo Tocha homenageou-a com um ciclo de exposições e projecções das filmagens realizadas aquando da erupção dos Capelinhos. [23][24]
- 2025 - Grã-Cruz da Ordem Militar de Sant'Iago da Espada (20 de junho)[17]

## Obras selecionadas
É autora de vários livros no âmbito da Geografia Física e Humana, nomeadamente: 
- 1955 - A ilha de São Miguel: estudo geográfico [27]

- 1960 - Agricultores e Pescadores Portugueses na cidade do Rio de Janeiro: Estudo Comparativo [28]
- 1960 - Palheiros de Mira: Formação e Declínio de um Aglomerado de Pescadores
- 1963 - Imagens de Macau, editado pela Agência Geral do Ultramar [29][2]
- 1976 - Lisboa: Esboço Geográfico, editado pelo Serviço de Cultura da Junta Distrital de Lisboa [30]
- 1986 - Estudos em Homenagem a Mariano Feio, Livraria Minho, ISBN: 9789729617409 [31]
- 1991 - Um Olhar Sobre Macau
- 1992 - História de Portugal, Circulo de Leitores, ISBN: 9789724205861 [32]
- 1994 - Portugal, Perfil Geográfico, Editorial Estampa, ISBN: 9789723310832 [33]
- 1996 - Goa e as Praças do  Norte
- 1997 - No trilho dos Descobrimentos. Estudos Geográficos
- 1998 - Goa e as Praças do Norte Revisitadas
- 2000 - Nordeste Alentejano em Mudança
- 2004 - São Miguel, a Ilha Verde (1950-2000)
- 2005 - Atlas de Portugal (coordenação cientifica), ISBN 972-8867-14-X [34]

## Ligações Externas
- Encontro CiênciaPT 2017: Raquel Soeiro de Brito
- Raquel Soeiro relata a sua experiência no terreno durante a erupção do vulcão dos Capelinhos no Faial em 1957 - Jornal Público